# Tomba de Clitemnestra

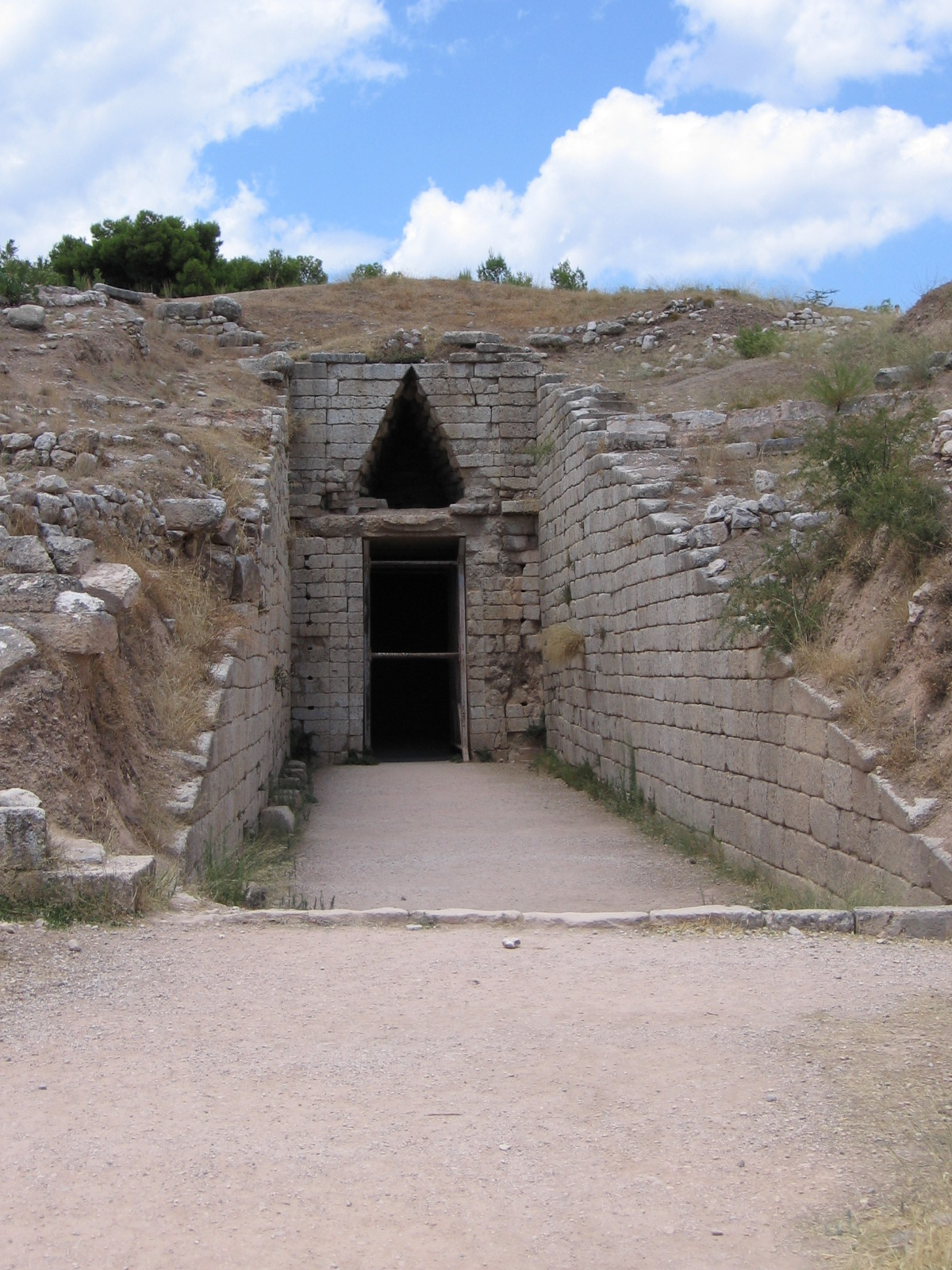
Tomba de Clitemnestra, fora de les muralles de Micenes

S'anomena tomba de Clitemnestra una tomba de cúpula del jaciment arqueològic de Micenes (Grècia) que ha estat datada de cap a l'any 1220 aC.
El seu nom es deu al fet que existia la tradició, relatada per Pausànies, que la tomba de la mítica Clitemnestra, esposa d'Agamèmnon, estava situada en un lloc fora del recinte emmurallat de Micenes.

## Descobriment
El descobriment d'aquesta tomba es va produir a la primeria del segle xix, mentre s'hi estava construint un aqüeducte. La tomba no havia estat saquejada durant l'antiguitat; després de la troballa, però, es deia que el paixà de Nàuplia se n'havia endut una enorme quantitat d'objectes, el parador i composició dels quals es desconeix.
La tomba es troba al sud-est de l'anomenat cercle de tombes B, una necròpoli que es descobrí després, durant uns treballs de reconstrucció de la tomba de Clitemnestra que es van dur a terme el 1951.

## Descripció
Aquesta tomba consta d'un dromos de 37 metres de longitud i 6 d'amplària, els murs del qual es van construir mitjançant un sistema isodòmic. S'accedia a la cambra per una porta de doble fulla de fusta que estava recoberta de bronze en les parts més vulnerables. A banda i banda de la porta s'han conservat les bases d'unes semicolumnes. Sobre la llinda hi ha un triangle de descàrrega la decoració del qual amb prou feines s'ha conservat. La cambra té un diàmetre de 13,50 m i la cúpula fa 13 metres d'alçària.
Una part del dromos fou destruïda en el període hel·lenístic a causa de la construcció d'un teatre en aquest mateix emplaçament. D'altra banda, sota el dromos es trobà una fossa que contenia la sepultura d'una dona, i dos espills amb mànecs d'ivori tallats. A més, en els enderrocs d'antigues excavacions, es van trobar dos segells: en un d'ells apareix representada una dea cavalcant un animal i en l'altre es representa un animal.